# Ninurta-ilaja (gubernator Arzuhiny)
Ninurta-ilaja, Inurta-ilaja, Inurta-ila’i (akad. Ninurta-ilāja, Inūrta-ilāja, Inurta-ila’i; w transliteracji z pisma klinowego zapisywane m(d)MAŠ-DINGIR-a-a; tłum. „Ninurta jest mym bogiem!”) – wysoki dostojnik, gubernator prowincji Arzuhina za rządów asyryjskich królów Salmanasara III (858-824 p.n.e.) i Adad-nirari III (810-783 p.n.e.); według asyryjskich list i kronik eponimów sprawować miał on też dwukrotnie, w 837 i 801 r. p.n.e., urząd eponima (akad. limmu). Zgodnie z Asyryjską kroniką eponimów za jego eponimatu miała miejsce wyprawa wojenna przeciw królestwu Hubuszkia.